# Live Licks
Live Licks je koncertní dvojalbum britské rockové skupiny The Rolling Stones, které vyšlo v roce 2004. Skladby byly nahrávány na světovém turné Licks Tour v letech 2002 a 2003. Skupina skladby nahrávala ve třech prostředích v divadle, aréně a na stadionu a to: v Londýně (Twickenham Stadium), New Yorku (MSG), Paříži (Olympia) a v Los Angeles (Wiltern Theater). 

## Seznam skladeb
| Pořadí | Skladba                                                | Datum a místo nahrávání                          | Délka |
| ------ | ------------------------------------------------------ | ------------------------------------------------ | ----- |
| 1.     | "Brown Sugar"                                          | 24. srpna 2003 - Twickenham Stadium, Londýn      | 3:50  |
| 2.     | "Street Fighting Man"                                  | 18. ledna 2003 - MSG, New York City              | 3:43  |
| 3.     | "Paint It Black"                                       | 24. srpna 2003 - Twickenham Stadium, Londýn      | 3:54  |
| 4.     | "You Can't Always Get What You Want"                   | 24. srpna 2003 - Twickenham Stadium, Londýn      | 6:46  |
| 5.     | "Start Me Up"                                          | 18. ledna 2003 - MSG, New York City              | 4:02  |
| 6.     | "It's Only Rock 'n Roll (But I Like It)"               | 18. ledna 2003 - MSG, New York City              | 4:54  |
| 7.     | "Angie"                                                | 18. ledna 2003 - MSG, New York City              | 3:29  |
| 8.     | "Honky Tonk Women" host: Sheryl Crow                   | 18. ledna 2003 - MSG, New York City              | 3:24  |
| 9.     | "Happy"                                                | -                                                | 3:38  |
| 10.    | "Gimme Shelter"                                        | 18. ledna 2003 - MSG, New York City              | 6:50  |
| 11.    | "(I Can't Get No) Satisfaction"                        | 18. ledna 2003 - MSG, New York City              | 4:55  |
| 12.    | "Neighbours"                                           | 11. července 2003 - Olympia, Paříž               | 3:41  |
| 13.    | "Monkey Man"                                           | 18. ledna 2003 - MSG, New York City              | 3:41  |
| 14.    | "Rocks Off"                                            | 24. srpna 2003 - Twickenham Stadium, Londýn      | 3:42  |
| 15.    | "Can't You Hear Me Knocking"                           | 18. ledna 2003 - MSG, New York City              | 10:02 |
| 16.    | "That's How Strong My Love Is"                         | 4. listopadu 2002 - Wiltern Theater, Los Angeles | 4:45  |
| 17.    | "The Nearness of You"                                  | 11. července 2003 - Olympia, Paříž               | 4:34  |
| 18.    | "Beast of Burden"                                      | 4. listopadu 2002 - Wiltern Theater, Los Angeles | 4:09  |
| 19.    | "When the Whip Comes Down"                             | 18. ledna 2003 - MSG, New York City              | 4:28  |
| 20.    | "Rock Me Baby"                                         | 11. července 2003 - Olympia, Paříž               | 3:50  |
| 21.    | "You Don't Have to Mean It"                            | 4. listopadu 2002 - Wiltern Theater, Los Angeles | 4:35  |
| 22.    | "Worried About You"                                    | 11. července 2003 - Olympia, Paříž               | 6:01  |
| 23.    | "Everybody Needs Somebody to Love" host: Solomon Burke | 4. listopadu 2002 - Wiltern Theater, Los Angeles | 6:35  |

## Obsazení
The Rolling Stones
- Mick Jagger – zpěv, harmonika, kytara, perkuse, klávesy
- Keith Richards – kytara, zpěv
- Ron Wood - kytara, klávesy
- Charlie Watts - bicí

Doprovodní členové
- Darryl Jones – baskytara
- Chuck Leavell – klávesy, doprovodné vokály
- Bernard Fowler – doprovodné vokály, perkuse, klávesy
- Lisa Fischer – doprovodné vokály, zpěv, perkuse
- Blondie Chaplin – doprovodné vokály, perkuse, kytara
- Bobby Keys – saxofon
- Andy Snitzer – saxofon, klávesy
- Michael Davis – trombon
- Kent Smith – trubka

Hosté
- Solomon Burke – zpěv - ve skladbě "Everybody Needs Somebody to Love"
- Sheryl Crow – zpěv - ve skladbě "Honky Tonk Women"